# Dextrarum iunctio

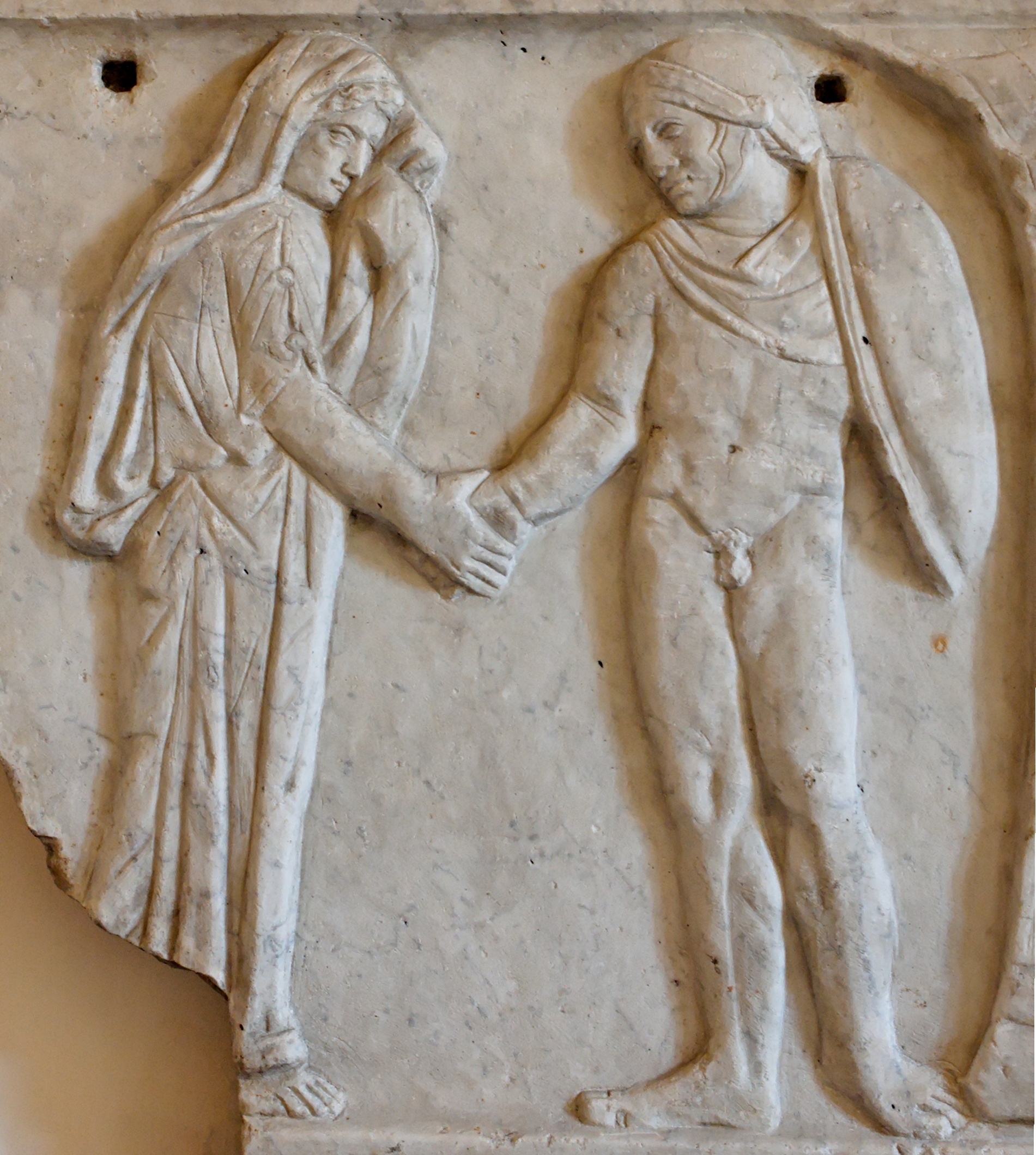
Jason et Médée joignant leurs mains droites (dextrarum junctio), geste symbolisant le mariage. Marbre, sarcophage romain de la fin du Ier siècle ap. J.-C., palais Altemps, Rome

La dextrarum iunctio est l'union cérémonielle des mains de deux époux lors de leur mariage. La représentation des conjoints dans l'acte de se serrer la main droite (dextrarum iunctio inter coniuges) est un thème récurrent de l'iconographie païenne romaine et chrétienne, à partir de la fin de l'époque républicaine jusqu'au début du VIIe siècle. 

La scène, restée inchangée pendant des siècles, représentait les deux conjoints se serrant la main droite à la fin du rite nuptial, avec l'époux vêtu de la toge qui tenait dans sa main gauche un rouleau, l'acte officiel de mariage (libellus), tandis que l'épouse éloignait de son visage le voile couvrant sa tête ; parfois elle posait affectueusement sa main gauche sur l'épaule de son mari.
Ce geste, plus largement, a pu être utilisé pour sceller des unions, des ententes, signifier la concorde, la Fides (Bonne Foi, confiance) étant considérée comme siégeant dans la main droite.

## Source
- (it) Cet article est partiellement ou en totalité issu de l’article de Wikipédia en italien intitulé « Dextrarum iunctio » (voir la liste des auteurs).